# Philippe Clement
Philippe Clement, född 22 mars 1974 i Antwerpen, Belgien, är en fotbollstränare och före detta fotbollsspelare som är tränare i Rangers. Han spelade som försvarare men även ibland som defensiv mittfältare. 

## Spelarkarriär
Clement avslutade karriären i KFC Germinal Beerschot i den belgiska ligan 2011. Innan dess spelade han för Club Brugge KV i drygt 10 år. Han gjorde 38 landskamper för Belgien och deltog i VM 1998 i Frankrike samt EM 2000 i Belgien och Nederländerna.
Clement vann två belgiska mästerskap med Club Brugge, åren 2003 och 2005.

## Tränarkarriär
Den 3 januari 2022 anställdes Clement som ny huvudtränare i AS Monaco. I juni 2023 lämnade han klubben.
Den 15 oktober 2023 blev Clement anställd som ny huvudtränare i skotska Rangers.